# 张寿臣
张寿臣（1899年1月29日—1970年7月9日），相声演员，寿字辈门长，同时亦为评书演员。原名德祿，小名双儿，號綬宸，艺名豫华，天主教徒，圣名保禄，相声界第五代传人，祖籍河北省深县，生于北京西郊民巷小四眼井。
张寿臣出生在艺术世家，父亲张诚甫，相声、评书演员。他幼年受熏陶，11岁时丧父辍学，后跟著高德明父親學说相声，在天橋一帶練習時，藝名叫小雙。後拜焦德海为师，但初時工作多為打雜，且受師娘欺侮，但他並無怨言，自己經常到天橋一帶看相聲師傅的表演學習，並在他們表演完後攔住觀衆免費加演，因此薄有聲名。十五岁學成出师，在北京各地说相声，17岁时到唐山、三河县和玉田县等地传播相声，二十歲後回京，跟隨當紅的李德鍚（萬人迷）學習，最後在天津立足。民國15年開始與陶湘如成為搭檔，陶為他捧哏，但合作七年後兩人因細故不合拆夥。侯一塵想協助調解誤會，邀約兩人時，適逢张寿臣要遠赴南京表演，侯一塵只好答應臨時搭檔，沒想到兩人風格極合，之後就變成固定搭檔。七七事变后，拒绝和日本人合作。1949年后，曾当选为天津市人民代表大会代表、天津市政治协商委员会委员、天津市曲协副主席。 （页面存档备份，存于）
张寿臣成為近代相聲代表最主要的原因，在於他不固守舊有段子，而勇於改善和創新。他對老相声《文章会》、《倭瓜镖》、《大相面》、《八扇屏》、《对对子》、《全德报》、 《老老年》、《训徒》等都做了大幅度的增删工作，并自创新相声《揣骨相》、《哏政部》、《洋钱伤寒》、《夸讲究》等。
1958年，天津人民出版社出版《张寿臣单口相声选》。
张寿臣的徒弟有刘宝瑞、常宝堃、冯立樟、康立本、叶利中、朱相臣、戴少甫、田立禾.
张寿臣专题2002年11月5日，一代相声大师张寿臣墓碑揭幕仪式在永安公墓举行。随后，举办了纪念张寿臣诞辰104年学术研讨活动。
当晚，姜昆、戴志诚、侯耀文、石富宽、李金斗、陈涌泉、常贵田、苏文茂、魏文亮、孟凡贵、李伯祥、杜国芝等京津地区20多位著名相声表演艺术家奉献了一台精彩的晚会。此次活动是相声界一次前所未有的盛会。

## 相声作品
- 《揣骨相》
- 《哏政部》
- 《洋钱伤寒》
- 《夸讲究》

| 从师   | 辈分 | 收徒                                                           |
| 焦德海 | 寿   | 刘宝瑞、常宝堃、冯立樟、康立本、叶利中、朱相臣、戴少甫、田立禾 |